# زي كاسترو
جوزي إدواردو فالي إي كاسترو (بالبرتغالية: José Eduardo Rosa Vale e Castro) أو زي كاسترو، من مواليد 13 يناير 1983 في كويمبرا في البرتغال، لاعب كرة قدم برتغالي.
بدأ مسيرته الكروية مع نادي أكاديميكا كويمبرا في موسم 2005/2006، ومنذ عام 2006 وهو يلعب مع نادي أتلتيكو مدريد الإسباني.
الذي يلعب حاليا في صفوف ديبورتيفو كورونا في الدوري الأسباني. كاسترو الاعب الرئيسي للفريق في مسقط رأسه مع، نادي أكاديميكا كويمبرا في الدوري البرتغالي لكرة القدم بين عامي 2003 و 2006. وكان قد سبق للاعب اللعب في نظام الشباب منذ الطفولة في نادي اكاديميكا
كما أعجب مستوى زي كاسترو مدرب المنتخب على الرغم من صغر سنه.
في عام 2006 قبل بداية الموسم، وقع لاتلتيكو مدريد، إسبانيا. نتيجة لحدوث إصابات في الفريق، وعدم انتظام شكل الفريق، مما تاح لـ زي كاستر الفرصة فوجد نفسه على أرض الملعب أكثر مما كان متوقعا وسجل لنادي اتلتيكو مدريد هدفين
وفي صيف 2008 انتقل إلى جار اتلتيكو مدريد نادي ديبورتيفو كرونا بنظام الإعارة لمدة عام واحد وذلك بعقد قيزتة 2مليون يورو
منذ سن مبكرة كان زي كاسترو منتظم مع الفرق الوطنية البرتغالي ولكن لا يزال لم يصل للفريق الأول للمنتخب البرتغالي.

## مسيرته الكروية
لعب زي كاسترو خلال مسيرته الاحترافية مع 4 أندية في خمسة عشر موسمًا وسجل خلالها 6 أهداف ضمن 289 مباراة. ولم يفز بأي موسم بالكأس أو بالدوري.
خاض زي كاسترو مسيرته مع نادي أكاديميكا كويمبرا في موسم 2003–04 في المرة الأولى واستمر معه طيلة ثلاثة مواسم ثم في موسم 2017–18 لمدة موسم واحد، مشاركًا طوالها في 71 مباراة سجل خلالها هدفًا واحدًا. ثم انتقل إلى نادي أتلتيكو مدريد في موسم 2006–07 ولمدة موسمين، حيث شارك في 30 مباراة سجل خلالها هدفين. لينتقل بعدها إلى نادي ديبورتيفو لاكورونيا في موسم 2008–09 ليلعب معه خمسة مواسم، مشاركًا في 96 مباراة سجل خلالها هدفًا واحدًا. ثم انتقل إلى نادي رايو فايكانو في موسم 2013–14 ليلعب معه أربعة مواسم، مشاركًا في 92 مباراة سجل خلالها هدفين.

## روابط خارجية
- زي كاسترو على موقع الاتحاد الدولي (مؤرشف)  (الإنجليزية)
- زي كاسترو على موقع قاعدة بيانات كرة القدم.إي يو (الإنجليزية)
- زي كاسترو على موقع ليكيب (الفرنسية)
- زي كاسترو على موقع ناشيونال فوتبول تيمز (الإنجليزية)
- زي كاسترو على موقع Soccerway.com (الإنجليزية)
- زي كاسترو على موقع عالم كرة القدم.نت (الإنجليزية)
- زي كاسترو على موقع كووورة
- زي كاسترو على موقع AS.com (الإسبانية)